# Refuge

La croce ugonotta

Con refuge o refuge huguenot (rifugio ugonotto) si fa riferimento alla cospicua migrazione di ugonotti dopo l'editto di Fontainebleau (1685) che dichiarò il Protestantesimo illegale in Francia.
Si distingue il «grand Refuge» del XVII secolo, designando l'esodo e l'insediamento nei paesi d'accoglienza di circa 200.000 rifugiati in seguito all'editto di Fontainebleau, dal «Refuge» del XVI secolo, più limitato in termini quantitativi, il quale indica un insediamento al di fuori della Francia per ragioni d'oppressione religiosa fin dagli anni '30, prima ancora dello scoppio delle Guerre di religione.

## Storia
Quando Luigi XIV decise di revocare l'editto di Nantes che accordava la libertà di culto agli ugonotti, l'articolo 10 dell'editto di Fontainebleau, promulgato nell'ottobre 1685, precisava: «È esplicitamente proibito ai nostri sudditi della detta Chiesa Riformata di uscire con le loro donne e con i loro bambini dal nostro detto reame, ... pena la galera per gli uomini e di confisca di persone e di cose per le donne». Numerosi ugonotti preferiscono tuttavia prendere la strada dell'esilio piuttosto che convertirsi. L'interdizione formale ad emigrare, sotto il cui giogo si trovavano, li forza a espatriare nelle più grandi difficoltà. Viaggiano di notte e si nascondono di giorno, ricorrendo, una volta abbandonata la loro regione, a persone che li aiutano a passare di nascosto i confini del regno.
La loro destinazione furono i principali territori protestanti d'Europa: la Gran Bretagna e i Paesi Bassi – detta la «grande Arca del Rifugio» – per gli ugonotti originari della Normandia, della Bretagna, dell'Orleanese, del Berry, dell'Anjou, della Turenna, del Maine, del Poitou, del Saintonge, dell'Aunis, dell'Angoumois, della Guienna, della Piccardia et dell'Île-de-France; i principati e le città libere dell'Impero tedesche, i cantoni elvetici e gli stati alleati per gli ugonotti originari della Linguadoca, della Cevenne, del Vivarese, della Provenza, del Delfinato, della Borgogna, della Champagne, dell'Île-de-France, della Lorena e del Piemonte francese; in minore proporzione i paesi scandinavi (Danimarca e Svezia), le colonie britanniche dell'America Settentrionale, le colonie olandesi del Suriname e del Capo di Buona Speranza e, per un piccolissimo numero, la Russia. Alcuni si stabilirono in Alsazia, unita alla Francia dalla pace di Vestfalia, firmato al termine della guerra dei Trent'anni, abbandonando in tale occasione il calvinismo per il luteranesimo.